# Joseph Cornell
Joseph Cornell (* 24. Dezember 1903 in Nyack, New York; † 29. Dezember 1972 in New York) war ein US-amerikanischer Bildhauer, Maler und Experimentalfilmer.

## Leben
Beeinflusst vom Surrealismus komponierte er seit 1931 Collagen und Assemblagen. Er freundete sich mit einigen Surrealisten an, die vor dem Zweiten Weltkrieg in die USA geflohen waren. Cornell lebte den größten Teil seines Lebens im New Yorker Stadtteil Queens zusammen mit seiner Mutter und seinem behinderten Bruder Robert. Als Künstler war er Autodidakt und wurde vor allem durch seine Boxes berühmt, die er „constructions“ nannte: Assemblagen in Kästen, oft mit einer Glaswand versehen, in denen er poetische Sammlungen von Fotografien, Sternkarten, Kugeln oder viktorianischem Spielzeug nach eigener Symbolik verband. Sein akribisches Wissen über Literatur, Theater und Tanz weist ihn als ein spätes Exemplar eines umfassend kundigen Kunstkammer-Impresarios aus. Das von ihm in hingebungsvoller Kleinarbeit geschaffene Universum hat enzyklopädische Züge; jede Box birgt eine Vielzahl bemerkenswerter Bedeutungsebenen.
Positiv gesinnte Kritiker attestierten ihm, die formale Klarheit des Konstruktivismus mit der lebhaften Fantasie des Surrealismus zu kombinieren. Mit Marcel Duchamp, Sol LeWitt, Robert Motherwell, Robert Rauschenberg, Donald Judd sowie Andy Warhol stand er in regem Austausch. Im Gegensatz zu vielen Surrealisten fand er seine Objekte zwar auch im Alltag, war aber nicht vom Negativen oder Verworfenen fasziniert, sondern von Fragmenten des einst Schönen, die er zu hintergründigen, humorvollen, teilweise erotischen Kompositionen zusammensetzte. Er war Teilnehmer der 4. documenta in Kassel im Jahr 1968 und der Documenta 5 1972.
Joseph Cornell war mit seiner Kunst, insbesondere mit seinen Boxes, unter anderem Vorbild für Tony Curtis, der Cornell über einen langen Zeitraum hinweg nicht nur finanziell unterstützte.

## Ausstellungen
- Joseph Cornell: Fernweh, Kunsthistorisches Museum Wien 2015

## Werke (Auswahl)
- 1936: Untitled (Soap Bubble Set) – Wadsworth Atheneum, Hartford, Connecticut
- 1940–50: Portrait of Ondine – Schachtel mit verschiedenen Reproduktionen auf Papier, Courtesy Castelli Feigen Corcoran
- 1942–52: Untitled (Medici-Spielautomat) – Courtesy Castelli Feigen Corcoran
- 1945: Untitled (The Motel Eden) – National Gallery of Canada, Ottawa
- 1945–46: Untitled (Penny Arcade Portrait of Lauren Bacall) – Collection Bergman, Chicago

## Filme (Auswahl)
- 1936: Rose Hobart/Tristes Tropiques. Collage-Film, 19 Minuten.
- 1957: Nymphlight. Kamera: R. Burckhardt. Stummfilm, Farbe, 3 Minuten.